# Monia patelliformis
Monia patelliformis är en musselart. Monia patelliformis ingår i släktet Monia och familjen sadelostron. Inga underarter finns listade i Catalogue of Life.